# 真空極化

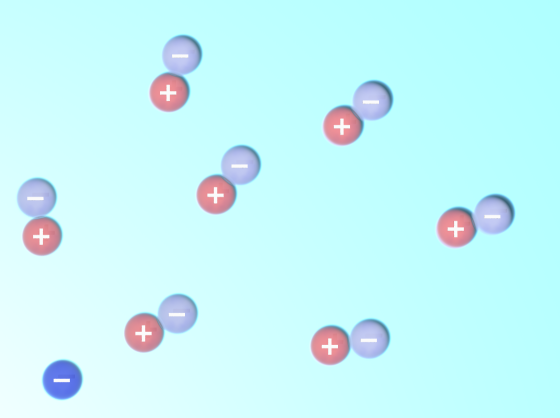
略圖顯示電子-正子虛偶的隨機性地出現於一個電子（左下方）的附近。

在量子場論裡，尤其是量子電動力學，真空極化是一個在背景電磁場中產生電子-正子虛粒子對的過程。產生的虛粒子對會改變原本電荷和電流的分佈。有時這被視作規範玻色子（光子）的自身能量（self energy）。
1997年，日本TRISTAN粒子加速器觀測到真空極化的現象。

## 理論解釋
根據量子場論，一個包含作用粒子的基態（或真空態）不單純只是個空無一物的空間，
它包含了存活時間很短虛正反粒子對，從真空中產生並迅即彼此湮滅以歸還能量。
部分正反粒子對帶有電荷，例如正負電子對。
這類的粒子對會形成電偶極矩。在電磁場的作用下粒子對會產生位移，並且反過來影響電磁場。
（部分的遮蔽效應或介電質效應）
因此場的作用會比原先預期的來得小。
而這個虛粒子對轉向的過程就是真空極化。
正反費米子對的一圈圖對於真空極化的貢獻表示成下圖：

## 真空極化張量
真空極化在數學上量化成真空極化張量 {\displaystyle \Pi _{\mu \nu }(p)} 來描述介電質效應，其中 {\displaystyle \Pi _{\mu \nu }(p)} 是光子四動量 {\displaystyle p} 的函數。
因此，真空極化與傳遞的動量有關。
換句話說，電容率的大小與尺度是相關的。
以電磁作用而言，我們可將精細結構常數表示成一個動量相關的有效值。
在第一階修正，我們得到：
{\displaystyle \alpha _{\text{eff}}(p^{2})={\frac {\alpha }{1-[\Pi _{2}(p^{2})-\Pi _{2}(0)]}}}
式子中 {\displaystyle \Pi _{\mu \nu }(p)=(p^{2}g_{\mu \nu }-p_{\mu }\nu )\Pi (p^{2})}
，
下標{\displaystyle 2}表示一階-{\displaystyle e^{2}}修正。
由於沃德等式(Ward identity)，張量 {\displaystyle \Pi _{\mu \nu }(p)} 的組成被固定。

## 參閱
- 重整化

## 延伸閱讀
- For a derivation of the vacuum polarization in QED, see section 7.5 of M.E. Peskin and D.V. Schroeder, An Introduction to Quantum Field Theory, Addison-Wesley, 1995.